# Cadre-45/2-Weltmeisterschaft 1938

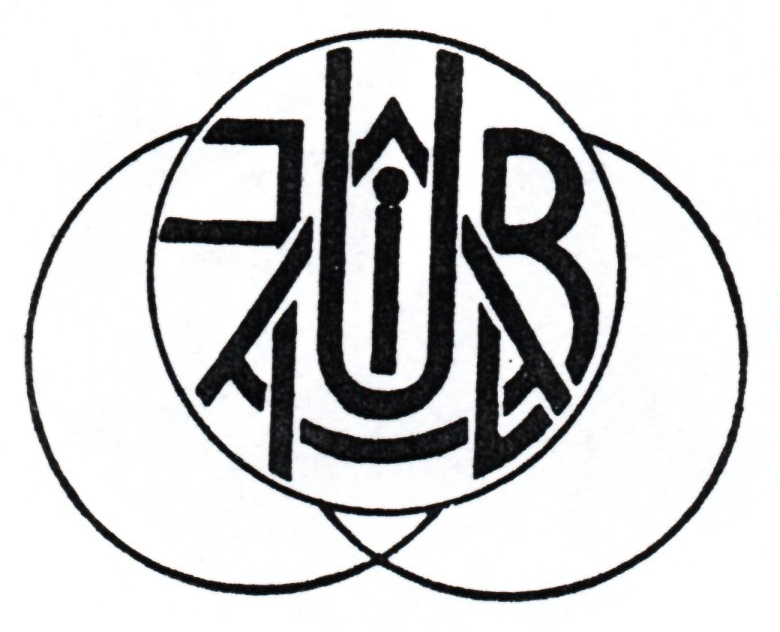
Logo UIFAB (ausrichtender Verband)

Veranstaltungsort: Antwerpen

Die Cadre-45/2-Weltmeisterschaft 1938 war die 31. Weltmeisterschaft, die bis 1947 im Cadre 45/2 und ab 1948 im Cadre 47/2 ausgetragen wurde. Das Turnier fand vom 20. bis zum 23. Februar 1938 in Antwerpen statt. Es war nach 1913 und 1930 die dritte Cadre 45/2 Weltmeisterschaft in Antwerpen.

## Geschichte
Seine damals übermächtige Spielstärke demonstrierte der Belgier René Gabriëls. Er verteidigte seinen Weltmeistertitel ungeschlagen und verbesserte alle seine Weltrekorde im Cadre 45/2. Den Generaldurchschnitt über ein Turnier (GD) verbesserte gleich von 35,59 auf 45,90. Als erster Amateur spielte er bei einer Weltmeisterschaft einen besten Einzeldurchschnitt (BED) von 100,00. Derartige Leistungen erzielten bis dahin nur die Profispieler in den Vereinigten Staaten. Hier spielte 1925 in Chicago der Amerikaner Jacob Schaefer junior gegen Erich Hagenlocher die 400 Punkte in nur einer Aufnahme, also 400,00. Gabriëls verbesserte auch noch seine Höchstserie aus dem Jahr 1933 auf 296.

## Turniermodus
Es wurde im Round Robin System bis 400 Punkte gespielt. Bei MP-Gleichstand (außer bei Punktgleichstand beim Sieger) wird in folgender Reihenfolge gewertet:
1. MP = Matchpunkte
2. GD = Generaldurchschnitt
3. HS = Höchstserie

## Abschlusstabelle
| MP    | Match Points (Sieger = 2; Unentschieden = 1; Verlierer = 0) |
| Pkte. | Erzielte Karambolagen                                       |
| Aufn. | Benötigte Versuche                                          |
| GD    | Generaldurchschnitt                                         |
| BED   | Bester Einzeldurchschnitt eines Spielers                    |
| HS    | Höchstserie                                                 |
|       | Bester GD des Turniers                                      |
|       | Bester ED des Turniers                                      |
|       | Beste HS des Turniers                                       |
|       | 1. Platz (Gold)                                             |
|       | 2. Platz (Silber)                                           |
|       | 3. Platz (Bronze)                                           |

| Platz                      | Name               | MP   | Pkte. | Aufn. | GD    | BED    | HS  |
| -------------------------- | ------------------ | ---- | ----- | ----- | ----- | ------ | --- |
| 1                          | René Gabriëls      | 14:0 | 2800  | 61    | 45,90 | 100,00 | 296 |
| 2                          | Constant Côte      | 12:2 | 2573  | 94    | 27,37 | 80,00  | 193 |
| 3                          | Théo Moons         | 10:4 | 2483  | 104   | 23,87 | 57,14  | 188 |
| 4                          | Louis Chassereau   | 8:6  | 2328  | 110   | 21,16 | 40,00  | 134 |
| 5                          | Jan Sweering       | 4:10 | 2168  | 113   | 19,18 | 22,22  | 145 |
| 6                          | Walter Joachim     | 4:10 | 1802  | 122   | 14,77 | 22,22  | 135 |
| 7                          | Piet de Leeuw      | 4:10 | 1657  | 119   | 13,92 | 21,05  | 119 |
| 8                          | Heinrich Schwarzer | 0:14 | 1183  | 137   | 8,63  | –      | 61  |
| Turnierdurchschnitt: 19,76 |                    |      |       |       |       |        |     |